# Gubeša (Velolučki zaljev)
Gubeša je nenaseljeni otočić u hrvatskom dijelu Jadranskog mora. Nalazi se zapadno od otoka Korčule, a katastarski pripada općini Vela Luka. Smješten je na ulazu u uvalu Grbeša, u Velolučkom zaljevu.
Njegova površina iznosi 0,011536 km². Dužina obalne crte iznosi 392 m, a iz mora se uzdiže 10 m.